# Fuente Salada
Fuente Salada es un manantial natural situado en el término municipal de Oliva, dentro del parque natural de la Marjal de Pego-Oliva. Este nacimiento subterráneo de aguas termales dispone de un gran contenido de sales sulfurosas las cuales son reconocidas como beneficiosas frente a enfermedades dermatológicas.
Las aguas de este manantial mantienen su temperatura constante de 21 a 24º durante todo el año.

## Origen del nombre
También es conocida como "Ullal del Burro" debido a que ullal, en valenciano, es un agujero donde sale el agua y, burro porque según una historia local, un lugareño que era agricultor de la localidad de Pego abandonó al burro que le ayudaba en el campo en la Fuente Salada debido a que el animal estaba enfermo y, por lo tanto, ya no le era útil. Y, aunque la idea del lugareño era sacrificar a su burro, no se atrevió y decidió abandonarlo en este manantial. Tiempo más tarde, el lugareño preocupado por el burro, volvió a la Fuente Salada donde descubrió que ya estaba vivo y sano por lo baños que se daba en las aguas del manantial.

## Fauna
Debido a las condiciones en las que se encuentra el agua de la fuente salada permite que hayan invertebrados como las gambas.
Entre los peces destaca la presencia de la carpa (Cyprinus carpio) y la anguila (Anguillidae).
Entre las aves destaca la presencia del pato (Anatidae) y la garceta (Ardea alba).

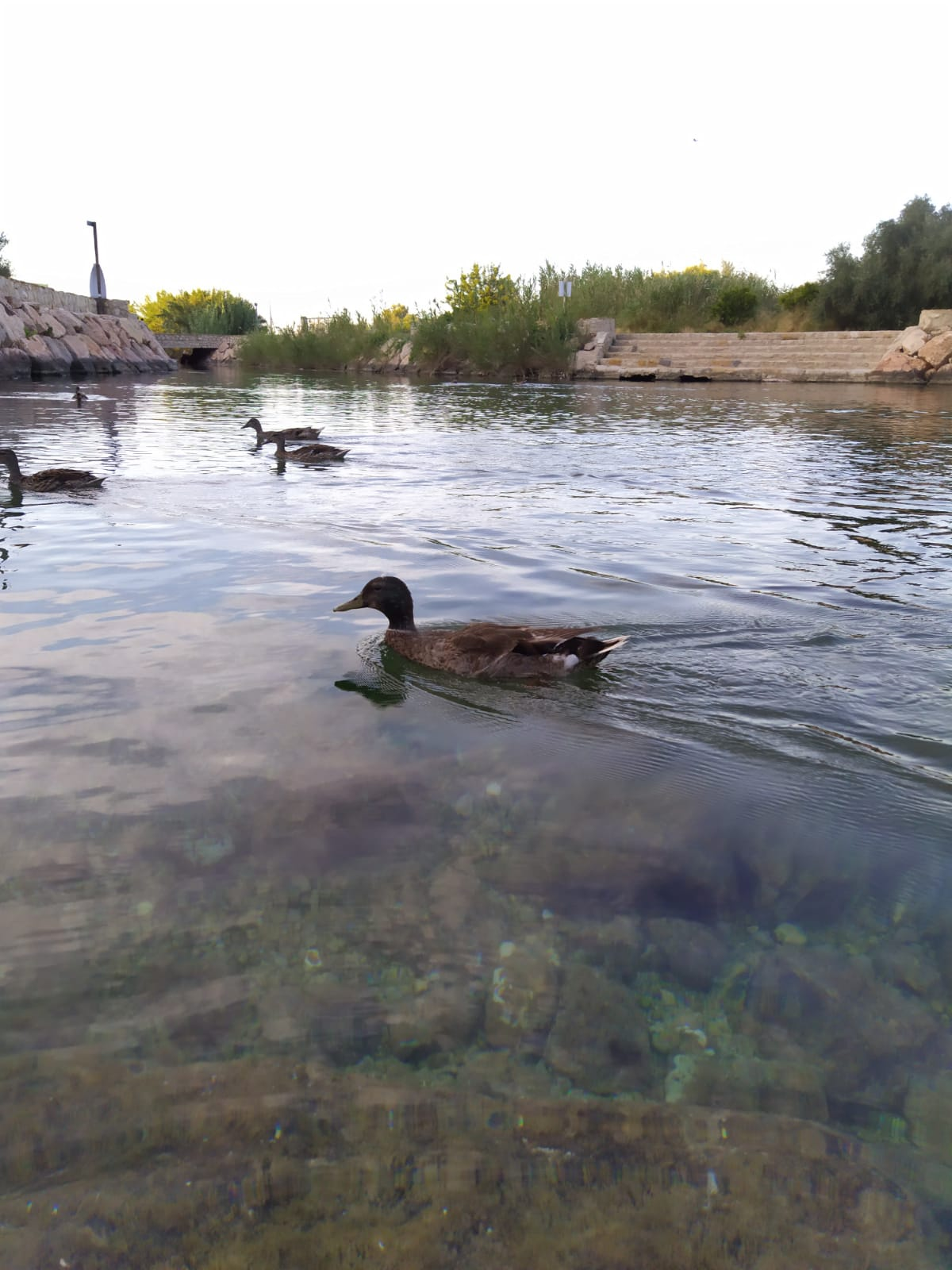
Pato (Anatidae) en las aguas de la Fuente Salada.

## Vegetación
La parte que rodea la Fuente Salada se encuentran la caña, los juncales y el taraje conocido también como Taray.
Y, en cuanto a la vegetación que abunda dentro de las aguas de la Fuente Salada se encuentra el alga.